# Liste der Einträge im National Register of Historic Places im Warren County (Illinois)

Lage des Warren County in Illinois

Die Liste der Einträge im National Register of Historic Places im Warren County in Illinois führt alle Bauwerke und historischen Stätten im Warren County auf, die in das National Register of Historic Places aufgenommen wurden.

## Legende
| NRHP | Historic Place    |
| HD   | Historic District |

## Aktuelle Einträge
| [ 2 ] | Name                                             | Bild                                             | Eintragsdatum        | Lage                                                                                             | Ort      | Beschreibung |
| ----- | ------------------------------------------------ | ------------------------------------------------ | -------------------- | ------------------------------------------------------------------------------------------------ | -------- | ------------ |
| 1     | Alexis Opera House                               | Alexis Opera House                               | 1987 ID-Nr. 87001267 | 101-105 North Main Street 41° 3′ 46″ N, 90° 33′ 21″ W                                            | Alexis   |              |
| 2     | Carr House                                       | Carr House                                       | 1988 ID-Nr. 88001229 | 416 East Broadway 40° 54′ 44″ N, 90° 38′ 36″ W                                                   | Monmouth |              |
| 3     | E.B. Colwell and Company Department Store        | E.B. Colwell and Company Department Store        | 1993 ID-Nr. 92001851 | 208 South Main Street und 211 South A Street 40° 54′ 37″ N, 90° 38′ 54″ W                        | Monmouth |              |
| 4     | Sarah Martin House                               | Sarah Martin House                               | 1980 ID-Nr. 80001414 | 310 East Broadway 40° 54′ 30″ N, 90° 38′ 55″ W                                                   | Monmouth |              |
| 5     | Monmouth Courthouse Commercial Historic District | Monmouth Courthouse Commercial Historic District | 2006 ID-Nr. 05001604 | Abgegrenzt durch Archer Avenue, 1st Street, 2nd Avenue und A Street 40° 54′ 41″ N, 90° 38′ 53″ W | Monmouth |              |
| 6     | Patton Block Building                            | Patton Block Building                            | 1990 ID-Nr. 90001727 | 88 and 90 Public Square 40° 54′ 46″ N, 90° 38′ 57″ W                                             | Monmouth |              |
| 7     | Pike-Sheldon House                               | Pike-Sheldon House                               | 1999 ID-Nr. 99000976 | 406 South 3rd Street 40° 54′ 29″ N, 90° 38′ 41″ W                                                | Monmouth |              |
| 8     | Ivory Quinby House                               | Ivory Quinby House                               | 1980 ID-Nr. 80001415 | 605 North 6th Street 40° 55′ 1″ N, 90° 38′ 52″ W                                                 | Monmouth |              |
| 9     | Minnie Stewart House                             | Minnie Stewart House                             | 1989 ID-Nr. 89001733 | 1015 East Euclid Avenue 40° 54′ 59″ N, 90° 38′ 5″ W                                              | Monmouth |              |
| 10    | William S. Weir, Jr. House                       | William S. Weir, Jr. House                       | 1992 ID-Nr. 92001004 | 402 East Broadway 40° 54′ 44″ N, 90° 38′ 38″ W                                                   | Monmouth |              |